# Microderolus hefferni
Microderolus hefferni là một loài bọ cánh cứng trong họ Cerambycidae.